# Београдски арбитражни центар
Београдски арбитражни центар (БАЦ) је организација за решавање спорова, основана 2013. године под окриљем Удружења за арбитражно право као институција задужена за управљање домаћом и међународном арбитражом и другим формама алтернативног решавања спорова. Циљ Београдског арбитражног центра је пружање могућности флексибилног, ефикасног и сигурног решавања спорова уз употребу савремених технологија и искоришћавања могућности признавања арбитражних одлука широм света.. Поступци под окриљем БАЦ-а спроводе се по Правилнику Београдског арбитражног центра, доступног на сајту Центра.

## Председништво
Центром, као саставним делом Удружења за арбитражно право, управља Председништво. Тренутни чланови Председништва су: проф. др Маја Станивуковић, председник, проф. др Владимир Павић, потпредседник, др Јернеј Секолец, доц. др Милош Живковић др Тијана Којовић.